# Ильчун, Виктор Всеволодович
Ви́ктор Все́володович Ильчу́н (укр. Віктор Всеволодович Ільчун; 19 февраля 1960, Слободка-Кульчиевецкая) — украинский военнослужащий, сержант, участник российско-украинской войны. Герой Украины (2024).

## Биография
С началом российской агрессии в 2014 году Виктор Ильчун добровольно вступил в батальон «Азов», где выполнял боевые задачи в зоне АТО. В 2022 году, несмотря на возраст, присоединился к Силам специальных операций Украины.
Во время полномасштабного вторжения России в Украину проявил себя в ряде успешных операций. В Запорожской области подорвал участок железнодорожного полотна, в результате чего бронепоезд российских войск сошёл с рельсов. Прибывший на место российский вертолёт Ми-8 был уничтожен вместе с экипажем. Также подорвал автомобиль «Урал», в котором находились 11 российских солдат, и ликвидировал местного коллаборациониста Евгения Юнакова на Харьковщине.
Пережил плен.

## Награды
- Звание «Герой Украины» с удостоением ордена «Золотая Звезда» (2024) — за личное мужество и героизм, проявленные в защите государственного суверенитета и территориальной целостности Украины, верность военной присяге[1].
- Орден «За мужество» III степени (17 августа 2022) — за личное мужество и самоотверженные действия, проявленные в защите государственного суверенитета и территориальной целостности Украины, верность военной присяге[2].